# إينغفار كارلسون (لاعب هوكي جليد)
إينغفار كارلسون (بالسويدية: Ingvar "Putte" Carlsson)‏ هو لاعب هوكي جليد سويدي، ولد في 16 سبتمبر 1942.